# Porozumienia Abrahamowe
Porozumienia Abrahamowe, również Porozumienia Abrahama – porozumienia pomiędzy Izraelem, Zjednoczonymi Emiratami Arabskimi i Stanami Zjednoczonymi zawarte 13 sierpnia 2020 roku. Określenie porozumienia abrahamowe używane jest także w odniesieniu do porozumień między Izraelem a ZEA i Bahrajnem. Porozumienia są uważane za znaczący przełom w relacjach między Izraelem a państwami arabskimi. Porozumienia Abrahamowe były pierwszą normalizacją stosunków Izraela z państwami arabskimi od czasu traktatu pokojowego między Jordanią a Izraelem w 1994 roku. 
Nazwa porozumień ma na celu podkreślenie wspólnej dla islamu i judaizmu wiary w proroka Abrahama.

## Tło i negocjacje
Od czasu ogłoszenia w 1948 r. niepodległości przez Izrael, częściowo na terenie terytorium mandatowego Palestyny, rządy arabskich państw nie akceptowały żydowskiego państwa na tamtym terenie. Do 2020 roku jedynymi państwami arabskimi, które zawarły porozumienie z Izraelem były Egipt w 1979 r. po wojnie Jom Kipur i podpisaniu traktatu izraelsko-egipskiego oraz Jordania w 1994. 

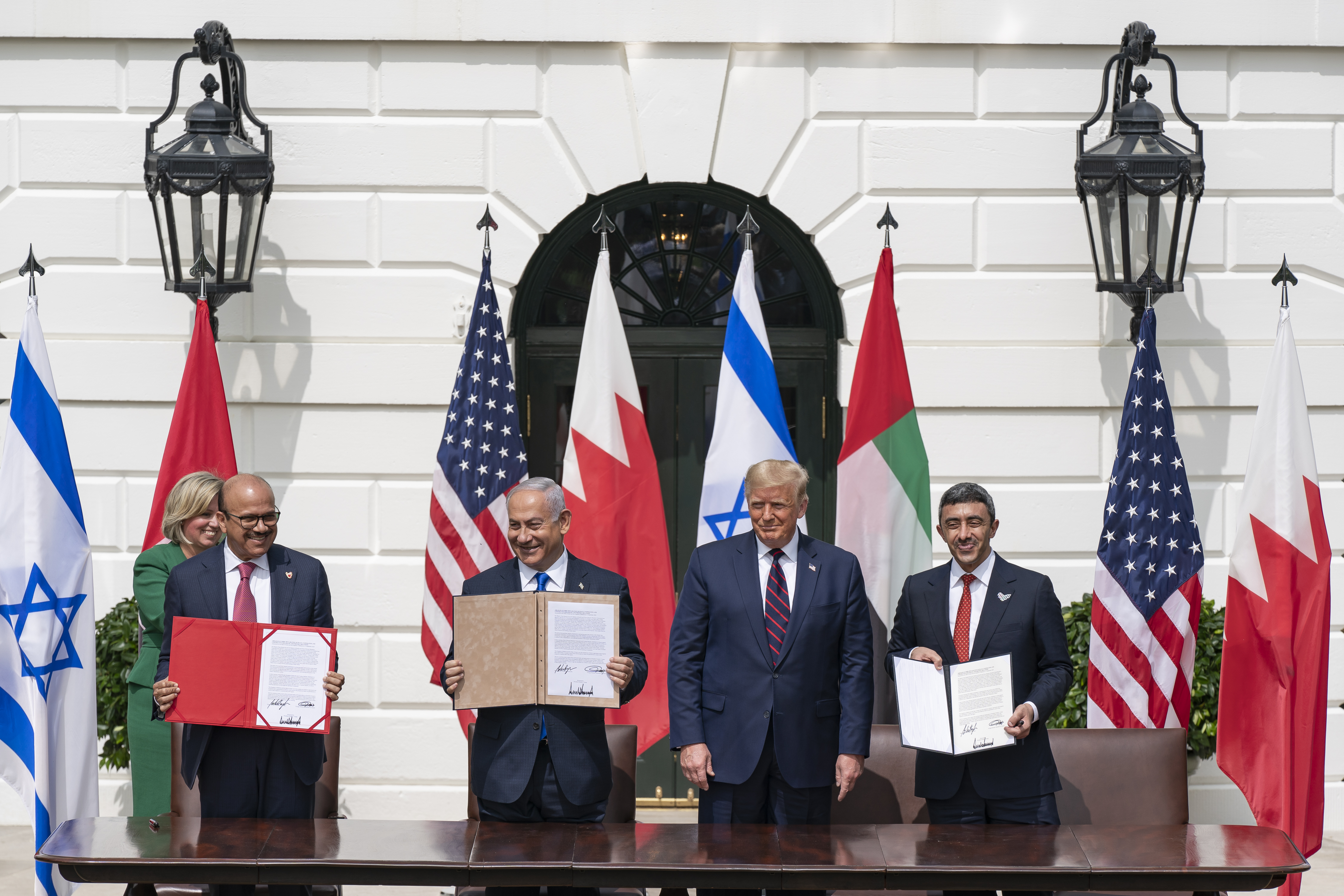
Bahrański minister spraw zagranicznych Abdullatif bin Rashid Al Zayani, premier Izraela Binjamin Netanjahu, prezydent Stanów Zjednoczonych Donald Trump oraz minister spraw zagranicznych Emiratów Abd Allah ibn Zajid Al Nahajjan podczas ceremonii podpisania Porozumień Abrahamowych 15 września 2020 r.

28 stycznia 2020 roku administracja prezydenta Donalda Trumpa zaprezentowała propozycję rozwiązania konfliktu izraelsko-arabskiego, tzw. Plan Trumpa. Zaproponowano w nim m.in. utworzenie dwóch oddzielnych państw – Izraela i Palestyny, zwiększenie terytorium Palestyny czy suwerenności Izraela nad żydowskimi osiedlami na Zachodnim Brzegu Jordanu.  
12 czerwca 2020 r. ambasador Zjednoczonych Emiratów Arabskich w USA Yousef Al-Otaiba napisał artykuł, skierowany głównie do izraelskiej opinii publicznej, mający na celu powstrzymanie planowanej przez rząd Binjamina Netanjahu aneksji terytorium Zachodniego Brzegu. Były ambasador USA w Izraelu Daniel Shapiro określił artykuł Al-Otaiby jako próbę podjęcia dodatkowych kroków w kierunku normalizacji stosunków ZEA i Izraela. 
2 lipca 2020 Otaiba spotkał się z Avim Berkowitzem, będącym asystentem prezydenta Trumpa ds. negocjacji międzynarodowych w celu konsultacji alternatywy dla aneksji. W wyniku obopólnego zainteresowania w celu utworzeniu jednolitego frontu przeciwko Iranowi (zarówno państwa Zatoki jak i Izrael krytycznie oceniają porozumienie nuklearne z 2015) udało się skierować zainteresowane strony do negocjacji, których efektem było podpisane 13 sierpnia 2020 roku porozumienie pomiędzy ZEA, USA a Izraelem, zawierające także odroczenie aneksji.  
Następnie Berkowitz oraz Jared Kushner, będący wtedy doradcą prezydenta USA ds. umów handlowych i Bliskiego Wschodu, prowadzili negocjacje z władzami Bahrajnu, które miały poskutkować rozmową telefoniczną między Trumpem, Netanjahu oraz królem Bahrajnu.  
11 września Bahrajn ogłosił wolę nawiązania stosunków z Izraelem, a 15 września 2020 roku w stolicy Stanów Zjednoczonych, Waszyngtonie, Izrael i ZEA podpisały Traktat o pokoju, relacjach dyplomatycznych i pełnej normalizacji między, Izrael i Bahrajn Deklarację o pokoju a Izrael, ZEA, Bahrajn oraz Stany Zjednoczone (te ostatnie w roli świadka) podpisały Porozumienia Abrahamowe.   

## Skutki

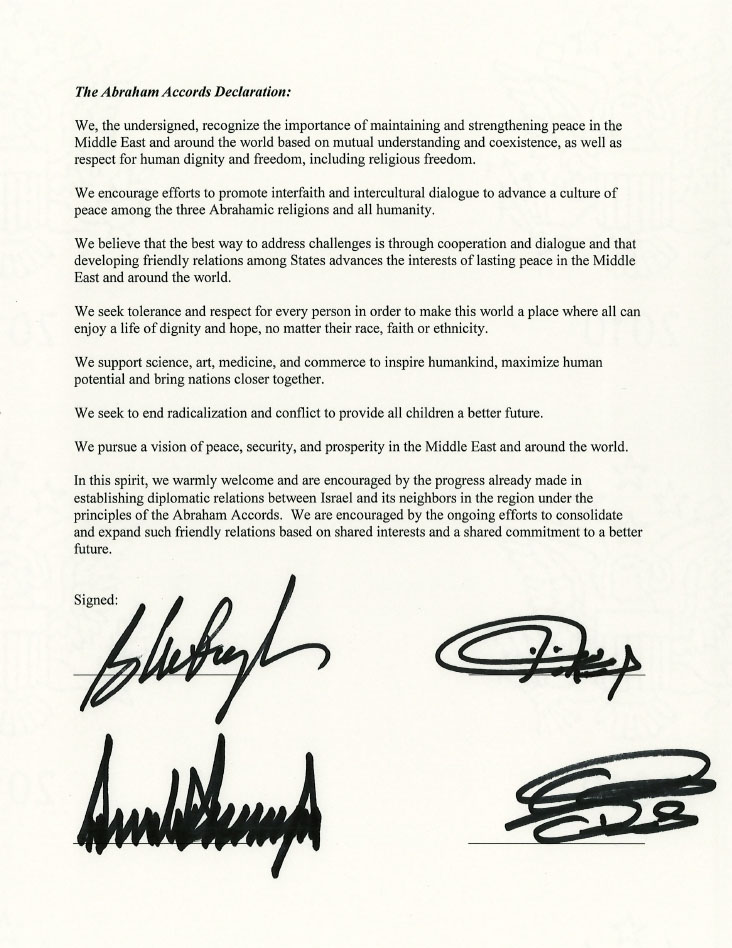
Deklaracja Porozumień Abrahamowych

Dzięki porozumieniom Abrahamowym strony porozumienia zaczęły otwierać w swoich krajach ambasady, rozpoczęły wymiany handlowe czy umożliwiły funkcjonowanie ruchu turystycznego. Analitycy zwracają także uwagę na idący wraz z zawarciem porozumienia spadek znaczenia kwestii Autonomii Palestyńskiej dla świata krajów arabskich. 

### Sudan
23 października 2020 roku Sudan formalnie zaakceptował normalizację stosunków z Izraelem. W zawarciu porozumienia pośredniczyły Stany Zjednoczone, które przed tym wykreśliły Sudan z listy państw sponsorujących terroryzm. Umowa między Izraelem a Sudanem była uzgadniana przez premierów obu państw – Benjamina Netanjahu oraz Abd Allaha Hamduka. 

### Maroko
W grudniu 2020 nastąpiła normalizacja stosunków pomiędzy Izraelem, a Marokiem. Na mocy porozumienia Donald Trump zgodził się na uznanie suwerenności Maroka na terenie Sahary Zachodniej. 24 listopada 2021 izraelski minister obrony Beni Ganc podpisał z marokańskim ministrem obrony Abdem al-Latif Lodi porozumienie o wspólnych celach w zakresie bezpieczeństwa, co było pierwszym takim porozumieniem Izraela z krajem arabskim. 